# Харагаульский муниципалитет
Харагау́льский муниципалите́т (груз. ხარაგაულის მუნიციპალიტეტი xaragaulis municipʼalitʼetʼi) — муниципалитет в Грузии, входящий в состав края Имеретия. Находится на центре Грузии, на территории исторической области Имеретия. Административный центр — Харагаули.

## История
Харагаульский район был образован в 1929 году в составе Кутаисского округа, с 1930 года в прямом подчинении Грузинской ССР. 13 февраля 1932 года Харагаульский район был переименован в Орджоникидзевский район. В 1951—1953 годах входил в состав Кутаисской области. 2 января 1963 года Орджоникидзевский район был упразднён, 23 ноября 1963 года восстановлен. В 1989 году переименован в Харагаульский район.

## Население
По состоянию на 1 января 2018 года численность населения муниципалитета составила 19 098 жителей, на 1 января 2014 года — 27,1 тыс. жителей.
Согласно переписи 2002 года население района (муниципалитета) составило 27 885 чел. По оценке на 1 января 2008 года — 27,4 тыс. чел.
| Грузины | Русские | Армяне | Осетины | Абхазы | Азербайджанцы | Украинцы | Греки  |
| 99,4 %  | 0,3 %   | 0,1 %  | 0,08 %  | 0,03 % | 0,03 %        | 0,02 %   | 0,01 % |

| Грузины       | 19 417 | 99,71 %  |
| Русские       | 30     | 0,15 %   |
| Осетины       | 7      | 0,04 %   |
| Армяне        | 5      | 0,03 %   |
| Украинцы      | 3      | 0,02 %   |
| Абхазы        | 2      | 0,01 %   |
| Азербайджанцы | 2      | 0,01 %   |
| Греки         | 1      | 0,01 %   |
| другие        | 6      | 0,03 %   |
| всего         | 19 473 | 100,00 % |

## Административное деление
Территория муниципалитета разделена на 20 сакребуло:
- 0 городское (kalakis) сакребуло:
- 1 поселковых (dabis) сакребуло:
- 16 общинных (temis) сакребуло:
- 3 деревенских (soplis) сакребуло:

## Список населённых пунктов
В состав муниципалитета входит 78 населённых пунктов, в том числе 1 посёлок городского типа.
- Харагаули, пгт (груз. ხარაგაული)
- Амашукети (груз. ამაშუკეთი)
- Ахалсопели (груз. ახალსოფელი)
- Баби (груз. ბაბი)
- Базалети (груз. ბაზალეთი)
- Бежатубани (груз. ბეჟათუბანი)
- Бжиневи (груз. ბჟინევი)
- Бори (груз. ბორი)
- Борити (груз. ბორითი)
- Вани (груз. ვანი)
- Вардзиа (груз. ვარძია)
- Вахани (груз. ვახანი)
- Вашлеви (груз. ვაშლევი)
- Вертквила (груз. ვერტყვილა)
- Вертквичала (груз. ვერტყვიჭალა)
- Гарихеви (груз. ღარიხევი)
- Гверки (груз. ღვერკი)
- Гедсаманиа (груз. გედსამანია)
- Голатубани (груз. გოლათუბანი)
- Гореша (груз. ღორეშა)
- Григалати (груз. გრიგალათი)
- Гудатубани (груз. გუდათუბანი)
- Гудумекеди (груз. ღუდუმექედი)
- Деиси (груз. დეისი)
- Джапараули (груз. ჯაფარაული)
- Дидваке (груз. დიდვაკე)
- Диди-Голиси (груз. დიდი გოლისი)
- Зарани (груз. ზარანი)
- Зваре (груз. ზვარე)
- Зедубани (груз. ზედუბანი)
- Ислари (груз. ისლარი)
- Квеби (груз. ქვები)
- Квесреви (груз. კვესრევი)
- Кицхи (груз. კიცხი)
- Кицхис-Игорети (груз. კიცხისიგორეთი)
- Кроли (груз. ქროლი)
- Лахундара (груз. ლახუნდარა)
- Лаше (груз. ლაშე)
- Лашис-Игорети (груз. ლაშის იგორეთი)
- Легвани (груз. ლეღვანი)
- Макатубани (груз. მაქათუბანი)
- Марелиси (груз. მარელისი)
- Миронцминда (груз. მირონწმინდა)
- Молити (груз. მოლითი)
- Надабури (груз. ნადაბური)
- Небодзири (груз. ნებოძირი)
- Нуниси (груз. ნუნისი)
- Парцхнали (груз. ფარცხნალი)
- Патара-Вардзиа (груз. პატარა ვარძია)
- Патара-Голиси (груз. პატარა გოლისი)
- Патара-Сахвлари (груз. პატარა სახვლარი)
- Пона (груз. ფონა)
- Сабе (груз. საბე)
- Сагандзиле (груз. საღანძილე)
- Сакарикеди (груз. საქარიქედი)
- Сакасриа (груз. საქასრია)
- Саргвеши (груз. სარგვეში)
- Сербаиси (груз. სერბაისი)
- Схлити (груз. სხლითი)
- Тетрацкаро (груз. თეთრაწყარო)
- Убиси (груз. უბისი)
- Учамети (груз. უჩამეთი)
- Хеви (груз. ხევი)
- Хемагали (груз. ხემაღალი)
- Хидари (груз. ხიდარი)
- Хони (груз. ხონი)
- Хорити (груз. ხორითი)
- Хуневи (груз. ხუნევი)
- Цаква (груз. წაქვა)
- Ципа (груз. წიფა)
- Ципи (груз. წიფი)
- Цицкиури (груз. ციცქიური)
- Цкалапорети (груз. წყალაფორეთი)
- Чалхеети (груз. ჩალხეეთი)
- Чартали (груз. ჭარტალი)
- Чрдили (груз. ჩრდილი)
- Чхери (груз. ჩხერი)
- Эрета (груз. ერეთა)